# You're A Good Man, Charlie Brown
You're A Good Man, Charlie Brown es un musical de 1967 con música y letras de Clark Gesner basado en los personajes del cómic Peanuts escrito y dibujado por Charles M. Schulz.

## Producciones
Se estrenó en marzo de 1967 en Off-Broadway (Nueva York), con Gary Burghoff como Charlie Brown, Skip Hinnant como Schroeder, Reva Rose como Lucy y Bill Hinnant como Snoopy. Al año siguiente se representó en el West End de Londres, y en 2016 se volvió a interpretar en Nueva York.